# Пандил Николовски
Пандил Йотев Николовски e югославски партизанин и деец на комунистическата съпротива във Вардарска Македония.

## Биография
Роден е в село Велушина на 25 юни 1914 година. Включва се в НОВМ на 15 юни 1944 година в редиците на седма македонска ударна бригада. Заместник-командир на Битолския народоосвободителен партизански отряд „Гоце Делчев“ и на Втори батальон на трета оперативна зона на НОВ и ПОМ. Убит е на 25 август 1944 година при нападение над българския граничен караул на Каймакчалан.